# Palomares
Palomares – wieś położona w prowincji Almería, we wspólnocie autonomicznej Andaluzja, w Hiszpanii. Miejscowość zlokalizowana jest na wybrzeżu Morza Śródziemnego na tzw. odcinku Costa de Almería, w odległości ok. 8 km na północ od miasta Garrucha.
Mieszkańcy zajmują się działalnością turystyczną, rolnictwem i rybołówstwem.
Nad miasteczkiem w dniu 17 stycznia 1966 roku doszło do zderzenia amerykańskich samolotów podczas wykonywania manewru tankowania w powietrzu.